# ایگناسیو اگویینزابالا
ایگناسیو اگویینزابالا (انگلیسی: Ignacio Agirrezabala; ۲۹ مارس ۱۹۰۹ – ۱۱ سپتامبر ۱۹۷۹) بازیکن فوتبال اهل اسپانیا بود.
از باشگاه‌هایی که در آن بازی کرده‌است می‌توان به باشگاه فوتبال اتلتیک بیلبائو اشاره کرد.
او همچنین در تیم ملی فوتبال اسپانیا بازی کرده‌است.